# Тапет
Тапет е материал за облицоване на вътрешни стени на апартаменти, къщи, офиси и други. Счита се за елемент на интериорния дизайн. Обикновено се продава на рула. Най-често срещаните тапети са книжните, но може да се изработват и от други материали. Така например до XVIII век в Европа се използват текстилни тапети. Може да са едноцветни или да имат определени шарки на тях.
Тапетите се мажат със специално лепило на основата на нишесте и се лепят на стените, като последните трябва да са преминали специална подготовка. Отлепването на тапетите става най-лесно като се намокрят с вода или водна пара.
Макар основната им функция да е декоративна, някои специални видове са звуковоизолационни или топлоизолационни или въздухопроницаеми. Новите технологии днес позволяват и нов вид, наречени течни тапети, които са порести и се изработват от естествени материали.
Освен масовите тапети, съществуват е специални дизайнерски серии тапети – създадени от творци, изработени от висококачествени материали. Съществувало схващането, че обикновените тапети са твърде семпло решение за облицоване на стени. Това схващане вече не е актуално и много интериорни дизайнери прибягват до украсяването на домове и офиси с тапети.

## Фото тапети
Представляват снимка обработена като тапет за стена.